# Košická župa
Košická župa (slovensky Košická župa, oficiálně župa XX) byla jednotka územní správy a samosprávy zavedená v prvorepublikovém Československu v rámci nového župního zřízení. Existovala v letech 1923–1928, měla rozlohu 11 458 km² a jejím správním centrem byly Košice.

## Vznik a zrušení župy
Po zániku Uherska v roce 1918 byl původní systém uherských žup převeden v téměř nezměněném územním rozsahu do správního systému Československé republiky. Toto provizorní postuherské uspořádání trvalo jen do roku 1922. V roce 1920 byl přijat zákon č. 126/1920 Sb. o zřízení župních a okresních úřadů v republice Československé, kterým mělo být celé území Československa (kromě Prahy a Podkarpatské Rusi) rozděleno do 21 žup. Jednou z nich byla i Košická župa, jako jedna z šesti žup zřízených na území Slovenska. Ve srovnání s historickými (uherskými) župami byl jejich rozsah větší a proto se jim na Slovensku říkalo veľžupy. Košická župa měla pořadové číslo XX. Zákon stanovil vznik župního úřadu v čele s županem, který byl vládou jmenovaným státním úředníkem, a župního zastupitelstva coby samosprávného sboru. Při župním zastupitelstvu měl být zřízen župní výbor, župní finanční komise a další komise. Košická župa měla být součástí nadregionálního župního svazu v hranicích celého Slovenska.
Župní zřízení čelilo od počátku silné kritice a bylo do praxe uvedeno až roku 1923 pouze na Slovensku, přičemž do nově zřízené Košické župy bylo začleněno i 32 obcí, dosud patřících Podkarpatské Rusi. Dne 30. září 1923 se zde konaly volby do župních zastupitelstev. V nich v Košické župě zvítězily protivládní a opoziční strany. Županem Košické župy byl jmenován Jan Rumann.
Dne 14. července 1927 byl přijat zákon č. 125/1927 o organizaci politické správy, rušící župy a zavádějící zemskou soustavu, účinný od 1. července 1928.. Většina Košické župy se stala součástí země Slovenské, východ se vrátil Podkarpatské Rusi. Na rozdíl od českých zemí, kde hranice žup byly zachovány alespoň jako vymezení volebních krajů pro volby do Poslanecké sněmovny Národního shromáždění republiky Československé, byly župy na Slovensku jako správní jednotky zcela eliminovány.

## Územní vymezení župy
Podle vládního nařízení č. 280/1922 z 21. září 1922 zahrnovala Košická župa nejen celé území východního Slovenska, od Košic a Prešova na sever k státní hranici s Polskem, na jihu k státní hranici s Maďarskem, avšak na východě zahrnovala i západní a severozápadní okraj Podkarpatské Rusi, proti čemuž ostře protestovali představitelé Rusínů. Skládala se ze 17 okresů a z města Košice.